# Sala Francesc Tarafa
La Sala Francesc Tarafa (antic Hospital de Sant Domènech) és una obra del municipi de Granollers (Vallès Oriental) protegida com a bé cultural d'interès local. Actualment l'edifici és un equipament cultural municipal.

## Descripció
Edifici civil, de planta rectangular, prové de la reforma de l'antic hospital d'estructura gòtica: un gran espai ample i cobert, embigat amb fusta i llates a dues vessants, suportat per uns grans arcs de pedra ajuntats. En la remodelació que dugué a terme Joaquim Raspall, en el 1926 arquitecte municipal, va respectar el llenguatge gòtic i les estructures de l'antic hospital, afegint-hi elements decoratius d'inspiració medieval a la façana i prescindint d'elements neogòtics de l'interior. En el seu lloc va afegir-hi altres elements decoratius interiors, com ara esgrafiats amb motius vegetals, estucats i vitralls, de llenguatge modernista -de la segona etapa de M. Raspall- encara més, es podria dir modernisme tardà, anomenat també modernisme de postguerra.
La façana està concebuda en termes gairebé arqueològics, recordant el gòtic català: porta de mig punt adovellada, típica del gòtic civil, finestres coronelles, traslladades probablement d'una casa ruïnosa que hi havia darrere la parròquia, un per banda. El capcer porta al damunt com un adorn, un capcim, sota el qual es pot apreciar una finestra d'ull de bou. La sala gòtica de l'edifici constitueix la mostra més important d'arquitectura gòtica granollerina.
Forma part de la Ruta Modernista de Granollers.

## Història
Bastit entre els segles XIV i XV per Bertran de Seva -en virtut d'una convenció entre el rector de Sant Esteve i l'Hospital- la data fundacional va ser el 1329. El 1521, en Pere de Clariana i de Seva, en feu donació a la vila per a transformar-ho en un hospital, cosa que no succeir fins al 1823. La nau gòtica s'emprava com a edifici religiós i l'hospital, pròpiament dit, era a les cases del voltant, ara desaparegudes.
Després de diverses vicissituds, l'Ajuntament el remodelà amb Joaquim Raspall i el cedí a la Mancomunitat de Catalunya per instal·lar-hi una biblioteca, que finalment fou inaugurada el 21 d'octubre de 1926 per Alfons XIII i denominada Biblioteca Popular Francesc Tarafa. El 1997, l'edifici va passar per una nova restauració i es va transformar en la Sala Francesc Tarafa, equipament públic polivalent. S'empra per a exposicions, concerts i conferències.